# Артуро Фаріас
Артуро Фаріас Барраса (ісп. Arturo Farias Barraza, нар. 1 вересня 1927, Сантьяго) — чилійський футболіст, що грав на позиції захисника, зокрема, за клуб «Коло-Коло», а також національну збірну Чилі. Дворазовий чемпіон Чилі.

## Клубна кар'єра
У футболі дебютував виступами у команді «Сантьяго Морнінг». 
1948 року перейшов до клубу «Коло-Коло», за який відіграв 10 сезонів.  Більшість часу, проведеного у складі «Коло-Коло», був основним гравцем захисту команди. Завершив професійну кар'єру футболіста виступами за команду «Коло-Коло» у 1958 році.

## Виступи за збірну
1950 року дебютував в офіційних матчах у складі національної збірної Чилі. Протягом кар'єри у національній команді, яка тривала 5 років, провів у її формі 23 матчі.
У складі збірної був учасником чемпіонату світу 1950 року у Бразилії, де зіграв з Англією (0-2), Іспанією (0-2) і США (5-2).
У складі збірної був учасником Чемпіонату Південної Америки 1953 року у Перу.

## Титули і досягнення
- Чемпіон Чилі (2):

«Коло-Коло»: 1953, 1956